# Dirhinus atricornis
Dirhinus atricornis är en stekelart som först beskrevs av Girault 1927.  Dirhinus atricornis ingår i släktet Dirhinus och familjen bredlårsteklar. Inga underarter finns listade i Catalogue of Life.